# Allan Stewart (homme politique)
John Allan Stewart (1er juin 1942 - 7 décembre 2016) est un homme politique conservateur écossais et ministre écossais.

## Biographie
Stewart fait ses études à l'école secondaire Bell Baxter, à l'Université de St Andrews et à l'Université Harvard, où il obtient un diplôme de première classe. Il enseigne l'Économie politique à St. Andrews avant de se présenter sans succès dans la circonscription de Dundee East en 1970. Il est brièvement conseiller dans le quartier londonien de Bromley au milieu des années 1970. Il est élu député d'East Renfrewshire en 1979 et continue comme député pour Eastwood de 1983 à 1997. Il sert pendant deux périodes comme sous-secrétaire d'État pour l'Écosse au Scottish Office de 1981 à 1986 et de 1990 à 1995.
Stewart est contraint de démissionner de son poste ministériel après un incident en février 1995 lorsqu'il brandit une pioche contre des manifestants qui protestent contre la construction de l' autoroute M77. Stewart est hospitalisé, à l'hôpital Dykebar, à Paisley, après avoir subi une dépression nerveuse et en raison d'accusations concernant sa vie personnelle  en mars 1997. Il ne se représente pas lors des élections générales du 1er mai de cette année-là, et s'est ensuite complètement retiré de la politique. Stewart est décédé en décembre 2016 à l'âge de 74 ans .